# Love Illumination
Love Illumination is een nummer van de Schotse alternatieve rockband Franz Ferdinand uit 2013. Het is de tweede single van hun vierde studioalbum Right Thoughts, Right Words, Right Action.
Het nummer was de B-kant van het nummer Right Action, wat de eerste single van het album was. "Love Illumination" flopte in thuisland het Verenigd Koninkrijk, maar werd in het Nederlandse taalgebied wel een klein succesje. Het bereikte de 9e positie in de Nederlandse Tipparade, en de 22e positie in de Vlaamse Tipparade.